# 小泉幸之輔
小泉 幸之輔（こいずみ こうのすけ、1917年3月21日 - 1991年2月24日）は、日本の経済学者。

## 生涯
横浜市生まれ。1938年横浜市立経済専門学校卒。華北綜合調査研究所労務調査担当。戦後石炭鉱業会社で労務担当。1949年横浜市立大学助手、1951年助教授、1971年日本大学文理学部社会学科教授。1988年定年退任。

## 著書
- 『労働経済概論』評論社 経済学新書 1961
- 『経済学概説』朝倉書店 1967
- 『労働経済論』朝倉書店 1968
- 『経済社会の構造理論 経済学入門』駿河台出版社 1974
- 『雇用不安と労働組合』新評論 1978
- 『労働者経済の賃金構築』合同出版 1981
- 『経済学』勁草書房 1985
- 『労働経済の構図』時潮社 1986

### 共著
- 『産業労働論』北川義夫共著 東京出版センター 1970
- 『現代産業社会の構造』山田あきら共著 新評論 1972
- 『余暇文明の労働問題』青沼吉松,山田あきら共著 時潮社 1975
- 『現代日本社会の展開』大沢秀男共著 高文堂出版社 1990
- 『漂泊する現代人の行方 現代日本社会の展開』大沢秀男共著 高文堂出版社 1992